# Lasioglossum lippani
Lasioglossum lippani är en biart som först beskrevs av Cameron 1905.  Lasioglossum lippani ingår i släktet smalbin, och familjen vägbin. Inga underarter finns listade i Catalogue of Life.